# Apalanthe granatensis
Apalanthe granatensis (Humb. & Bonpl.) Planch. – gatunek roślin słodkowodnych z monotypowego rodzaju Apalanthe z rodziny żabiściekowatych, występujący w tropikalnych regionach Ameryki Południowej, uznawany za synonim Elodea granatensis.

## Systematyka
Należy do monotypowego rodzaju Apalanthe, zaliczanego do podrodziny Anacharidoideae, wchodzącej w skład rodziny żabiściekowatych (Hydrocharitaceae), która należy z kolei do rzędu żabieńcowców (Alismatales).
Pod koniec XX wieku gatunek ten zaczął być uznawany za synonim Elodea granatensis z rodzaju moczarka. Takie podejście zaproponowali między innymi G. Bono w Flora Y Vegetacion del Estado Táchira Venezuela (1996), P.E. 
Berry, K. Yatskievych i B.K. Holst we Flora of the Venenzuela Guayana (1996), P.M. Jørgensen i S. León-Yánes w Catalogue of the Vascular Plants of Ecuador (1999) oraz R. Govaerts w World Checklist of Selected Plant Families.